# کانگ چانگ-گی
کانگ چانگ-گی (انگلیسی: Kang Chang-gi; ۲۸ اوت ۱۹۲۷ – ۵ ژانویهٔ ۲۰۰۷) بازیکن فوتبال اهل کره جنوبی بود.
وی همچنین در تیم ملی فوتبال کره جنوبی بازی کرده‌است.